# Жмурко Роман Сергійович
Рома́н Сергі́йович Жмурко — майор, начальник відділення зв'язку штабу військової частини А0661 (Хмельницький) Збройних сил України.

## Нагороди
8 серпня 2014 року — за особисту мужність та героїзм, виявлені у захисті державного суверенітету та територіальної цілісності України, вірність військовій присязі під час російсько-української війни, відзначений — нагороджений орденом «За мужність» III ступеня.